# Майстер чиф-петті офіцер сил

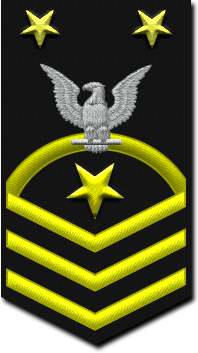
Нашивка майстер чиф-петті офіцера сил у ВМС США

Ма́йстер чиф-пе́тті о́фіцер сил (англ. Force Master Chief Petty Officer) (FORCM) — одне з найвищих військових звань серед матросів та петті-офіцерів зі складу військово-морських сил США Збройних сил країни.
У Військово-морських силах США це звання відноситься до дев'ятого ступеня військової ієрархії (E-9) поруч з військовими званнями майстер чиф-петті офіцера, майстер чиф-петті офіцера флоту та головного чиф-петті офіцера. Нижче за військове звання майстер чиф-петті офіцер ВМС США.
Майстер чиф-петті офіцер сил має практично ті ж повноваження, що й головний майстер чиф-петті офіцер, однак це звання передбачене для керівного складу петті-офіцерів та матросів великого формування (флот) або групи великих формувань ВМС США, а не тільки окремого об'єднання флоту. У відповідності до штатів на усі військово-морські сили передбачено 16 посад для звання майстер чиф-петті офіцер сил.

## Знаки розрізнення
Знаком розрізнення для майстер чиф-петті офіцера сил є нарукавна нашивка з орлом, який розміщений вище трьох стрічок-шевронів, кути верхнього шеврону з'єднуються стрічкою-дужкою. Вище орла з розкинутими крилами розміщені по кутам нашивки вістрям вниз дві золоті зірки. На відміну від знаку розрізнення головного майстра чиф-петті офіцера на нарукавній нашивці майстра чиф-петті офіцера сил замість срібних зірок використовується золоті зірки. На темно-синій (чорній) формі орел білий, а зірки й шеврони золотавого кольору.